# Ergavia carinentaria
Ergavia carinentaria är en fjärilsart som beskrevs av Jacob Hübner 1825. Ergavia carinentaria ingår i släktet Ergavia och familjen mätare. Inga underarter finns listade i Catalogue of Life.